# Guzmania radiata
Guzmania radiata är en gräsväxtart som beskrevs av Lyman Bradford Smith. Guzmania radiata ingår i släktet Guzmania och familjen Bromeliaceae. Inga underarter finns listade i Catalogue of Life.